# 시몬 베유 (철학자)
시몬 아돌핀 베유(프랑스어: Simone Adolphine Weil, 1909년 2월 3일 - 1943년 8월 24일)는 프랑스의 철학자, 신비주의자, 정치 활동가이다. 20세기 좌파 지식인 사이에서 이례적인 행보를 선택한 그는 점차 종교적이고 신비주의적인 것에도 관심을 갖게 되었다. 평생 동안 글을 썼지만, 대부분의 글은 사망 전까지는 많은 관심을 끌지 않았다. 1950년대, 1960년대에 들어 그의 글들이 유럽 대륙과 영어권 세계에서 명성을 얻었다. 그의 사상은 광범위한 분야에 걸쳐 폭넓은 학문적 주제를 다룬다. 알베르 카뮈는 시몬 아돌핀 베유를 "우리 시대의 유일한 위대한 정신"이라고 묘사하기도 했다. 오빠인 앙드레 베유는 니콜라 부르바키 클럽의 일원이기도 했던 수학자였다.

## 생애
시몬 베유는 의사인 아버지 베르나르 베유와 가칠리엔(현재의 폴란드의 한 지역) 출신의 어머니 살로메 라인헤르츠 사이에서 파리의 스트라스부르 거리에서 태어났다. 양친은 유대인으로서 모계쪽으로는 거의 유대인 전통에서 벗어난 것으로 알려져 있다. 1919년에 리세(Lycée) 페넬롱에 입학하였고, 1924년에는 리세 빅토르 뒤루로 전학하여 프랑스의 철학자인 르네 르 센 밑에서 공부한 후 다음해 유명한 리세 제4 앙리에서 가명 알랭으로 잘 알려진 철학자 에밀 샤르티에의 지도를 받으며 에콜 노르말 쉬페리외르로의 입학을 위한 준비반에 들어간다. 1927년에 에콜 노르말 입학 시험에 떨어지지만, 다음 해에 합격하여 알랭의 격려와 지도를 통해 데카르트, 플라톤, 칸트의 철학을 이해하는 데에 열중하다. 1930년에 에콜 노르말을 졸업한 후, 다음 해에 철학으로 아그레가시옹을 땀으로써 리세의 선생 자격을 취득한다. 이 시기에 시몬은 사회주의 및 노동운동에 많은 관심을 갖기 시작하며 여러 번에 걸쳐 농장에서 농부들 틈에 섞여 일을 하면서 노동의 뜻을 몸소 느끼고 배운다. 1931년에는 노동조합 연합회의(CGT)에 참석함과 동시에 계급투쟁에 관한 수필을 써 잡지 《레포르》(L'Effort)에 발표하며 얼마안가 이 잡지에서 노동조합을 위해 적극적으로 활동한다. 1932년 여름, 독일에서 체류하며 1789, 1871, 1917년 혁명의 역사와, 당시 독일의 상황을 분석하는데, 그를 통해 공산주의자들의 안일함을 깨닫고, 관료화되고 혁명의 반역자가 되어버린 소비에트 연방을 규탄하기에 이른다. 1933년에는 심지어 소련에서 추방된 레프 트로츠키를 파리에 있는 그녀의 부모의 집에 묵게 하였으며, 트로츠키와 소련과 노동자계급을 주제로 열띤 논쟁을 한 것으로 알려져 있다. 1934년 12월에 시몬은 알스톰 전자회사에 취직하여 다시 노동자로 일을 하지만 허약한 건강 상태 때문에 1월에 한 달간 휴식을 취한 후 다시 4월까지 철강공장에서 일을 한다. 이와 같은 끈질긴 노동 체험은 1936년까지 계속된다.
1937년 4월에 시몬 베유는 이탈리아 여행을 하던 도중에 밀라노에서 레오나르도 다 빈치의 《최후의 만찬》을 관람하였고, 이후 아시시에 있는 산타 마리아 대성당의 조토가 그린 프레스코를 관람하면서 신적 영감을 받는다. 여기서 지금까지의 자신의 삶에 커다란 전환점을 맞게 되었다. 1938년에 두 번째로 이탈리아 여행을 하면서 이를 다시 체험한다. 제2차 세계 대전이 발발하자 나치즘의 역사적 배경을 일리아스에 서술된 폭력을 예로 삼아 1939년에서 1940년까지 장편의 수필인 《일리아스: 또는 힘의 시》(L'Iliade ou le poème de la force)로 정리한다. 이후 나치 독일의 군대가 체코슬로바키아의 수도인 프라하를 점령하였다는 소식을 듣고 그녀가 고수하던 평화주의에 회의를 갖는다. 나치즘이 오래 가지 않을 것이라는 생각은 곧 바뀌게 된다. 그러나, 그렇다고 해서 그녀의 눈에는 공산주의가 희망이 될 수는 없었다. 오히려 프롤레타리아를 탄압하는 싸워야 할 적으로 간주한다.
1940년에 시몬은 고대 인도철학에 깊은 관심을 갖고 바가바드기타와 우파니샤드를 열심히 읽는다. 그러나 같은 해 6월에 독일군이 파리에 입성하자 베유 가족은 툴루즈를 거쳐 마르세유로의 피난길에 나선다. 피난의 와중에도 시몬은 자신의 내면적 성찰에 관한 내용을 수첩에 적었고, 그 내용이 그녀의 사후에 《카이에르》(프랑스어: Cahiers)라는 책으로 출간되었다. 시몬이 이 시기에 마니교, 그노시스의 원전과 관련 서적을 읽으면서 그리스도교의 본질과 발전에 대해 깊이 연구한다. 같은 해에 샤를 드 골이 자유 프랑스를 선언하자 이에 반대하면서도 나치 독일의 만행과 프랑스 점령에 항의하는 등의 레지스탕스 활동을 하였다. 그러나 이도 오래가지 못해 끝내 베유 가족 전체가 영국으로 망명하여 런던에 정착한다. 1942년에는 가족들과 함께 미국으로 여행을 하였고, 이때 그녀는 뉴욕을 방문하고 그곳에 큰 영감을 얻었다. 그러나 미국 여행에서 돌아온 후에 건강이 악화되었고, 결국 영양실조와 결핵으로 쓰러진 시몬 베유는 1943년에 켄트주 애시포드에 위치한 요양소에서 사망하였다.

## 철학 사상
"가장 인간적인 문명은 육체노동을 최고의 가치로 삼는 문명"이라고 이야기 했던 적이 있다. 바로 이 점이 한 가지 단서가 된다. 사회의 분업화와 체계화의 핵심에는 항상 정신노동과 육체노동의 이분법이 도사리고 있고, 육체노동에 비해 정신노동을 중시하는 가치 평가가 내재되어 있다. 체계는 최고의 상급자가 가장 정신적인 노동에, 그리고 최하의 계층은 가장 육체적 노동에 중시하는 구조로 작동한다. 베유는 바로 이 구조를 붕괴 시켜야 한다고 한다. 단순한 결과지만 어떤 상급자라도 모두 유사한 육체적 노동에 종사하게 되면, 그 사회의 체계는 결코 비대해 질 수 없다. 따라서 베유가 제안했던 인간적인 문명이 실현된다면, 인간 개체 한명 한 명을 작은 수단들로 간주해 온 국가 같은 거대 체계들은 더 이상 발을 붙일 수가 없을 것이다.

## 저서
시몬 베유의 저서들은 몇몇 잡지에 기고한 글들을 제외하고는 대부분이 사후에 출판된 책들이었다.
- 《일리아스: 또는 힘의 시(L'Iliade ou le poème de la force)》, 1945
- 《중력과 은총(La Pesanteur et la Grâce)》, 1947
- 《카이에르(Cahiers) I》, 1970
- 《카이에르(Cahiers) II》, 1972
- 《카이에르(Cahiers) III》, 1974
- 《자유와 사회적 억압의 원인들에 대한 성찰》

## 같이 보기
- 에디트 슈타인
- 디트리히 본회퍼
- 시몬 드 보부아르